# Případ lovců kůží
Případ lovců kůží (v originále Łowcy skór) je známý kriminální případ, který v roce 2002 otřásl Polskem. Organizovaná skupina zdravotníků a záchranářů z města Lodž již od 90. let zprostředkovávala za úplatu konkrétním pohřebním ústavům zakázky. Pro zvýšení svých zisků začali později pacienty úmyslně zabíjet.

## Pozadí případu
Lodž je čtvrtým největším městem Polska. Textilní průmysl tvořil dlouhou dobu významný zdroj obživy pro jeho obyvatele. Na jeho vrcholu ve městě působilo až 677 textilních podniků, které zaměstnávali téměř 67000 lidí. Po roce 1989 však došlo k jeho naprostému kolapsu. Mnoho rodin tak přišlo o jediný zdroj příjmů. Rozmohla se nezaměstnanost, chudoba a některé společenské problémy (např. prostituce). Místní čím dál více vzhlíželi k lidem, kteří i v tak náročném prostředí dokázali zbohatnout. Jedním z lukrativních odvětví se stalo pohřebnictví, kde se mnoho bývalých zaměstnanců textilních závodů uchytilo. Vznikalo velké množství pohřebních ústavů, ale kvůli tvrdé konkurenci se dokázaly udržet pouze některé z nich. Běžné soupeření o trh postupně získalo ráz boje kriminálních skupin, kdy docházelo k zastrašování, podpalování automobilů, rozesílání výhružných dopisů, fyzickým útokům i plánování nájemných vražd. Provozovatelé pohřebních ústavů tak neustále hledali způsob, jak získat výhodu oproti konkurenci, jelikož pouhé nabízení lepších služeb nestačilo. V tomto prostředí se objevila skupina zaměstnanců rychlé zdravotnické pomoci, kteří byli ochotni za úplatu spojit rodiny pacientů, které se jim nepodařilo zachránit, s konkrétními pohřebními ústavy.

## Fungování skupiny
Někteří zaměstnanci rychlé zdravotnické pomoci využívali situace, kdy byla rodina v šoku ze ztráty svého příbuzného. Jimi nabídnuté služby pohřebních společností tak rádi přijali. Zdravotníci následně od majitelů pohřebních společností inkasovali odměnu v řádech stovek polských zlotých. Tento model spolupráce však logicky přinášel jeden zásadní problém. Hlavním posláním lékařů měla být pomoc pacientovi. V případě jeho záchrany však neinkasovali peníze od pohřební služby. K tomu docházelo pouze v případě, že pacient zemřel. Z finančního hlediska bylo tedy pro tyto zdravotníky výhodnější pacienta nezachránit. Toho se dalo docílit různými způsoby. Sanitka byla například vysílána ze zbytečně vzdáleného místa, kdy dojezd k pacientovi trval i několik desítek minut. Posádka se mohla také po naložení pacienta na nějaký čas někde ukrýt, či s ním pomalu projíždět městem, a čekat, až zemře. Tento přístup jim však přišel poměrně riskantní a neefektivní. Postupně proto přešli k cílenému podávání léků, které zapříčinili smrt pacienta během jeho převozu.

## Odhalení
V roce 2001 se k informacím o případu dostala dvojice novinářů z deníku Gazeta Wyborcza. Těm se podařilo získat svědectví řidiče sanitky, který se původně snažil na tyto praktiky upozornit, později se na nich však přímo podílel. Dalších 6 měsíců společně s reportérem rádia Lodž prováděli svá šetření a sbírali informace od pozůstalých a zdravotnického personálu. Postupně odhalili, že někteří zdravotníci a lékaři nechávali pacienty záměrně zemřít, aby mohli inkasovat peníze od pohřebních ústavů. O vraždách prováděných pomocí léků se však nedozvěděli. V přibližně stejné době se anesteziolog Januš Morawski rozhodl prostudovat záznamy rychlé zdravotnické pomoci, jejímž ředitelem se měl stát. V nich odhalil zásadní nesrovnalosti. Nabyl přesvědčení, že v rámci záchranné služby působila zločinecká skupina, která by mu v dalším šetření mohla bránit, proto se spojil s mladou lékařkou Renatou Warenžak Kučelovou a dále svá šetření prováděli společně. Zásadními se pro ně staly výpisy podaných léků a použitého materiálu. Z nich vyplývalo, že ve více než 800 případech byl pacientům aplikován Pavulon a v několika stech dalších jiné, potenciálně smrtící léky. Pavulon se běžně využíval při některých operacích například v kardiologii, či neurologii, kdy anesteziologům umožňoval snažší intubaci pacienta a zároveň zamezoval nežádoucím stahům svalů. V urgentní medicíně neměl žádné využití. Ze záznamů navíc vyplývalo, že jeho podání nebylo doprovázeno nutnou intubací a podáním sedativ, což muselo zákonitě vést k udušení pacienta při zachování plného vědomí bez možnosti jakkoliv se bránit. Morawski s Kučelovou dále zjistili, že 4 lodžské záchranky vykázaly více mrtvých pacientů, než zbylých 130 dohromady a v určitém období činila úmrtnost při jejich výjezdech plných 100%.
Ze záznamů zjistili podání:
- 843 dávek Pavulonu (svalový relaxant; způsobuje ochrnutí dýchacích cest)
- Více než 200 dávek suxamethonium chloridu (svalový relaxant; při předávkování způsobuje srdeční zástavu)
- Více než 200 dávek chloridu draselného (používaný k doplnění draslíku v organismu; při předávkování způsobuje srdeční zástavu)

Morawski svá zjištění oznámil a případu se ujal prokurátor Robert Tarsalewski. Ten brzy nabyl dojmu, že někdo brání vyšetřování. Když byl osloven trojicí novinářů ohledně chystané reportáže, rozhodl se s nimi spolupracovat, aby ke kauze přitáhl pozornost široké veřejnosti a získal svědectví od dalších poškozených rodin. Novináře upozornil na zjištění Morawského a Kučelové ohledně cíleného zanedbávání lékařské péče a vraždění pacientů Pavulonem.

## Ohlasy případu
Článek Łowcy skór (Lovci kůží) vyšel v deníku Gazeta Wyborcza 23. ledna 2002 a vyvolal rozsáhlý skandál. Pracovníci rychlé zdravotnické pomoci, kteří nebyli do případu nijak zapojeni, se stali terčem mnoha útoků a bylo jim otevřeně vyhrožováno. Lékařská obec se proti článku tvrdě ohradila a žádala potrestání novinářů za šíření poplašných zpráv. Při následném vyšetřování se však prokázalo, že všechny uveřejněné informace byly pravdivé. Polská společnost byla případem hluboce otřesena. Na veřejnost se postupně dostaly některé konkrétní příběhy obětí, které ilustrovaly bezcitnost jednání těchto pachatelů:
- V sanitce zemřel muž, který se těšil dobrému fyzickému zdraví a využíval jí pouze pro převoz na psychiatrii, kde se léčil s depresí.
- Starší žena zkolabovala přímo před nemocnicí. Místo, aby byla ošetřena tam, byla naložena do sanitky, kde zemřela.
- Pracovník záchranky předal rodině kontakt na pohřební ústav v době, kdy pacient ještě žil. Cestou do nemocnice zemřel.
- Podobně byly vystavovány úmrtní listy pacientům ještě před jejich smrtí.
- Zdravotníci měli v oblibě transport "na hamburgr" kdy pacienta nechali umírat v sanitce a sami si odskočili do fastfoodu na jídlo.
- Jeden ze zdravotníků při převozu pacienta ztratil nervy a ubil ho dřevákem. Jiný šťouchal prsty do mozku mladého muže s otevřenou frakturou lebky.[3][8]

## Soudní proces
Nejzávažnějším výsledkem kauzy bylo prokázání úmyslného opomíjení (či špatného provádění) resuscitace pacientů  dvěma lékařům. Dvěma záchranářům pak vraždění pacientů za pomoci léku Pavulon. Je vysoce pravděpodobné, že jde pouze o zlomek skutečného rozsahu tohoto případu. Ačkoliv soud prokázal vraždu 5ti pacientů, na základě seznamu podaných léků (viz víše) je možné, že reálně bylo obětí více než 1000. Vzhledem k rychlému vstřebávání Pavulonu v organismu však nebylo možné s odstupem času jeho použití nijak dokázat. Andřej Nowočieň, který se stal ústřední postavou případu, také opakovaně naznačil, že do těchto praktik bylo zapojeno daleko větší množství zdravotníků.
Rozsudky:
- Andřej Nowočieň (pseudonym "doktor Ebrantil", zdravotník) – odsouzen na doživotí za 4 vraždy a jednu spoluúčast
- Karol Banaš (zdravotník) – 25 let vězení za mimořádně krutou vraždu Ludmiły Ś. a pomoc Andřejovi N. v jeho vraždách
- Januš Kuliňski (lékař), 6 let vězení + 10 let zákazu praxe
- Paweł Wasilewski (lékař), 5 let vězení + 10 let zákazu praxe

Odsouzení se odvolali, 9. června 2008 byly rozsudky odvolacím soudem potvrzeny.

## Fimová zpracování
Na motivy případu vznikly následující filmy:
- Lovci kůží (Łowcy skór) (2003)[12][13]
- Necrobusiness (2008)[14]
- Lovci kůží (dokumentární série) (2024)[15]